# Epinephelus mystacinus
Epinephelus mystacinus és una espècie de peix de la família dels serrànids i de l'ordre dels perciformes.

## Morfologia
Els mascles poden assolir els 160 cm de longitud total.

## Distribució geogràfica
Es troba a l'Atlàntic occidental (Bermuda, Carolina del Nord i Florida als Estats Units, Golf de Mèxic, Bahames, Cuba, Yucatán -Mèxic-, Jamaica, Puerto Rico, les Illes Verges i l'Illa de Trinitat) i al Pacífic oriental (Illes Galápagos).